# Державний архів Закарпатської області
Державний архів Закарпатської області — архівна установа України; документосховище джерел інформації про Закарпаття, а також Угорщину, Чехію, Словаччину, Румунію, Польщу, Австрію, Німеччину, Сербію, Росію та інші європейські країни. Розташований у місті Ужгороді, в будівлі по вулиці Минайській, № 14 а (корпус 1) та у місті Береговому, в будівлі на площі Героїв, № 4 а (корпус 2). Директор — Михайло Дмитрович Місюк.

## Історія
Упродовж 1919—1939 років на Закарпатті діяв Крайовий архів Підкарпатської Русі. У 1922 році чехословацькою владою створений Земський архів, який у період угорської окупації був розформований.
Рішення про утворення Центрального державного історичного архіву Закарпатської України було прийнято секретаріатом Центрального Комітету Комуністичної партії Закарпатської України 25 серпня 1945 року та постановою Народної ради Закарпатської України від 6 листопада 1945 року «Про утворення Центрального державного історичного архіву Закарпатської України та упорядкування архівного господарства». Його було створено на базі колишніх комітатських архівів та документів, що відклалися в різних установах Закарпатської України.
У зв'язку із утворенням у 1946 році Закарпатської області у складі Української РСР Центральний державний архів Закарпатської України був реорганізований в Закарпатський обласний державний архів з філією у місті Мукачевому. 1955 року отримав назву Державний архів Закарпатської області; з 1960 року — знову Закарпатський обласний державний архів та з 1980 року — знову Державний архів Закарпатської області.
До 1961 року архів підпорядковувався Управлінню внутрішніх справ в Закарпатській області, а протягом 1961—1988 років — архівному відділу Закарпатського облвиконкому; з 1989 року — Головному архівному управлінню при Кабінеті Міністрів України. Відповідно до Указу Президента України від 15 грудня 1999 року № 1573/99 «Про зміни у структурі центральних органів виконавчої влади» Державний архів Закарпатської області підпорядковується Державному комітету архівів України.

## Фонди
Станом на 1 січня 2019 року в Держархіві області на зберіганні перебувало 5 072 фондів, 1 383 401 справ. Документи за період від XIV століття по 1945 рік включно знаходяться у відділі архіву в Береговому, який створений 1953 року. Документи від 1946 року зберігаються в Ужгороді.
Для відвідувачів доступні усі фонди до 1945 року. Повністю розсекречено тажож понад 20 фондів повоєнного періоду. Деякі фонди розсекречені частково.

### Фонди у Берегово
Зібрані в архіві документи висвітлюють історію Закарпатської України часів її входження до складу Угорщини, Австрії та Австро-Угорщини (XIV століття—1919), Чехословаччини (1919—1938), а також окупацію краю Угорщиною (1939—1944), історію утворення та возз'єднання Закарпатської України з Українською РСР.
Перші оригінальні документи датовано ХІV століттям: це акт про складення опису фундації Корятовича (1360 рік); грамота королеви Угорщини і Польщі Єлизавети мешканцям Мукачевого про дозвіл користуватися печаткою (1376 рік); копія грамоти князя Федора Корятовича про заснування Василіанського монастиря в Мукачевому. Збереглися грамоти королів та князів ХV—ХVІ століть.
Архіви угорського та австро-угорського періоду містять матеріали наджупанів і піджупанів Березької, Угочанської, Ужанської та Марамороської жуп, жупних прокурорів, судів жупанського дворянського суду, урбаріального суду, міських управ, латифундії графа Шенборна тощо. У фондах наджупанів і піджупанів сформувалися такі групи документів: королівські грамоти про права дворян, оригінали та копії протоколів засідань Національних зборів у місті Пожонь і трьох комітатів, тексти законів, затверджених цими зборами, рішення королівської курії в спірних справах, звіти про збір королівського податку і так звані «десятини», документи про повстання під керівництвом Імре Текелі (1678—1685), угода про перемир'я з австрійським урядом (1679).
Значна кількість документів стосується визвольної війни проти Габсбургів під керівництвом Ференца Ракоці ІІ (1703—1711) (лист представників Ужанської жупи про згоду приєднатися до повстання, повідомлення жупних депутатів, які вели переговори з Ференцом Ракоці ІІ (1705), його відозва до населення Угорщини із закликом боротися проти Габсбургів (1706), укази, розпорядження і списки учасників повстання та інше). Є документи, що свідчать про розвиток ремесла і торгівлі, про організацію цехів (збереглися статути цехів); документи про перші промислові підприємства на Закарпатті — чавунно-ливарний завод (1672), пивоварний завод (1728) (є рецепти виготовлення пива та інформація про його експорт).
Серед документів, що стосуються революції 1848—1849 років є рішення Національних зборів у місті Пешті про призначення Лайоша Кошута керівником угорського національно-визвольного руху (1848), а також документи про організацію національної армії в містах, про діяльність та заповіт Жигмонда Перені (1763—1849).
Документи з фонду «Урбаріальний суд» відображають процес урбаріальної реформи за часів правління Марії-Терезії (1740—1780) та ліквідації кріпосної залежності австрійським імператором Йосифом ІІ (1780—1790).
Документи фондів «Правління Мукачівської греко-католицької єпархії», «Мукачівський Чернечий монастир отців Василіан» містять інформацію про монастирські володіння, декрети королів про дарування монастирю сіл, діяльність інших монастирів, будівництво і відкриття шкіл, призначення вчителів, розпорядження про обмеження вживання слов'янської мови в церковних школах і діловодстві єпархії, спроби замінити кирилицю латиницею; документи про візитації шкіл.
У цих же фондах зберігаються документи, що свідчать про діяльність «народних будителів» та письменників ХІХ століття: Олександра Духновича, Михайла Лучкая, Івана Сільвая, Анатолія Кралицького, Василя Довговича, Олександра Павловича, Олександра Митрака, зокрема заповіт Михайла Лучкая від 11 серпня 1831 року, рукопис Іоанна Лешковича «Про русинів і слов'ян» (1841), чорнові записи до «Історії карпатських рутенів» Михайла Лучкая (1842), повідомлення Олександра Духновича про видання календаря російською мовою (1849), є листи Богдана Дідицького зі Львова та Євгена Желехівського із Перемишля до Анатолія Кралицького з проблем літератури (1860), листи Якова Головацького до Анатолія Кралицького про видання книг (1865), лист Анатолія Кралицького до Івана Сільвая про перебування в селі Бобовище (1883), збережено дані про діячів Росії і України — уродженців Закарпаття: Юрія Венеліна-Гуци, Андрія Дешка, Йоаникія Зейкана, документи про диригента і організатора багатоголосого хору Костянтина Матезонського тощо.
У фондах особового походження (графа Шенборна, баронів Перені, поміщиків Прібек, адвокатів Ружаків) зберігаються документи щодо власності, поділу майна між спадкоємцями, акти оцінки майна, листування
спірних питань. Деякі документи мають генеалогічний зміст. Містяться документи, що стосуються переселення німців на Закарпаття та їхній вплив на розвиток ремесла.
У фонді Головного старости міста Мукачевого зберігається колекція грамот Владислава Вари (62 грамоти, що підтверджують різні привілеї жителів Мукачева). Окрім грамот фонд містить документи, що стосуються судових справ, які велися у
зв'язку з порушенням привілеїв, наданих місту, звіти головних старост міста, міських економів та збирачів податків.
Фонд «Архів кадастральних карт» містить інформацію щодо кількості землі в округах, містах, селах та її розміщення на кадастральних картах, описання кордонів кадастральних округів, реєстри земель жителів міст і сіл Закарпаття, книги записів повторних обмірів землельних ділянок та інше.
У колекції «Музею імені Легоцького» зібрано фотографії вулиць Мукачевого та його околиць, окремих об'єктів Мукачівського замку, дерев'яних церков Закарпаття.
Цікавим є також папір, використаний для документів кінця ХVІІІ — першої половини ХІХ століття. На ньому присутні філігранні (водяні) знаки Мукачівської та Довжанської паперових фабрик, що свідчить про розвинену паперову мануфактуру на Закарпатті. Для геральдики становлять інтерес зображення гербів аристократичних родин (Другетів, Баторі, Естергазі, Перені, Шенборн тощо) на архівних документах, а також описання гербів комітатів та окремих місцевостей; для сфрагістики — відбитки печаток сіл і міст, печатки робітничих союзів і організацій тощо.
У фондах архіву зберігається низка документів, що містять інформацію про події Першої світової війни та присутність російських військ у регіоні.
У документах фондів Земського уряду, рефератів землеробства, освіти, охорони здоров'я, публічних робіт, сільськогосподарських і шкільних інспекторатів, прокуратур, крайових судів чехословацького періоду (1919—1939) висвітлюється соціально-політичне, економічне і культурне життя на Закарпатті. Є також документи, що стосуються створення та діяльності політичних партій, культурних об'єднань. Значні документні зібрання містять інформацію про володіння землею та лісами, меліорацію земель. Збереглися проєкти, плани і кошториси на спорудження електростанції, мостів і доріг, шкіл, державних та культосвітніх установ, статистичні дані про школи, клуби, читальні, театри, організацію туризму, розвиток торгівлі. Зацей період збереглися оригінальні першоджерела щодо переговорів із сусідніми державами про врегулювання територіальних проблем, установлення кордонів.
Важливим джерелом різноманітної інформації як про конкретних осіб так і про родини є переписні листи Першого загального перепису населення Чехословаччини від 15 лютого 1921 року. Метричні книги, яких через різні обставини збереглася незначна кількість, а також велика кількість шкільних документів, зокрема періоду Чехословацької Республіки, дають можливість здійснювати масштабні за обсягом генеалогічні пошуки, поглиблено досліджувати соціоетнічні процеси на території Карпатського регіону.
Документи періоду Карпатської України (листопад 1938 — березень 1939) містять інформацію про перші кроки уряду в налагодженні роботи промисловості та комунікацій, щодо виборів до Сойму Карпатської України, попередження підготовки замаху на президента Августина Волошина тощо.
Документи фондів органів Угорського королівства (регентський комісаріат, жупні, окружні установи) в роки окупації краю (1939—1944) розкривають політику угорського уряду на Закарпатті, переслідування населення за політичні переконання, необгрунтовані репресії, вивезення населення на примусові роботи до Австрії, Німеччини та Угорщини, до концентраційних таборів Німеччини і так званих робочих таборів Угорщини. Кілька документів висвітлюють діяльність партизанських загонів під командуванням Олександра Тканка, Василя Русина тощо.
Події перших повоєнних років зафіксовані у документах, що відносяться до фондів Народної ради Закарпатської України, уповноважених НРЗУ, окружних, міських та сільських народних комітетів. Збереглися мандати посвідчення делегатів І з'їзду Народних комітетів Закарпатської України, що відбувся у Мукачеві 26 листопада 1944 року, декрети Народної ради, інформація щодо проходження закарпатцями служби у лавах Червоної армії та Першому Чехословацькому армійському корпусі під командуванням генерала Людвіка Свободи тощо.
До початку ХVІІІ століття велика кількість документів написана латиною, але є документи і німецькою та угорською мовами (в основному готичний шрифт). У 1830—1840-х роках і до початку ХХ століття переважають документи угорською мовою, але є чимало документів русинською мовою. В 1920—1930-х роках переважають документи чеською та словацькою мовами. Серед документів архіву зустрічаються документи грецькою, румунською мовами, а також на їдиш.

### Фонди в Ужгороді
В Ужгороді зберігаються фонди радянських та партійних установ, організацій і підприємств за 1946—1991 років; фонди Закарпатського облвиконкому, його відділів, обкому Комуністичної партії України, міськкомів та райкомів КПУ, міськвиконкомів, райвиконкомів, обласних творчих спілок, установ планування, статистики, професійних спілок, фінансових органів, промислових підприємств, керівних установ сільського господарства, колгоспів і радгоспів, первинних партійних організацій. В них зосереджено документи про розвиток промисловості, сільського господарства, освіти, науки, культури, охорони здоров'я тощо. Зокрема:
- у фондах управлінь легкої та місцевої промисловості, промислових підприємств (Теребле-Ріцької ГЕС, Вишківського ртутного рудника, Ужгородського дослідного заводу та деяких інших) відображено розвиток промисловості області. Документи розповідають про відновлення та реконструкцію старих промислових підприємств — меблевих фабрик, Солотвинського солерудника, буровугільних шахт — і будівництво нових підприємств — Рахівської картонної фабрики, Мукачівського верстатобудівного заводу, заводів об'єднання «Електрон» тощо[8];
- у фонді управління сільського господарства зберігаються протоколи ініціативних груп з організації колгоспів у 1948—1949 роках у селах області, документи про прибуття на Закарпаття груп фахівців сільського господарства із сусідніх областей УРСР для надання допомоги у проведенні колективізації, організації машинно-тракторних станцій, їх постачання сільськогосподарськими машинами, про Героїв Соціалістичної Праці Ганну Ладані, Юрія Пітру тощо[9].

### Фотодокументи
Фотодокументи відображають діяльність окремих галузей промисловості, сільського господарства, культури, освіти, охорони здоров'я тощо. Крім окремих фотодокументів є фотоальбоми, в яких знімки згруповані за тематичними ознаками. Знімки початку ХХ століття зафіксували життя, побут, народні звичаї карпатців. Є фотографії передовиків виробництва, Героїв Соціалістичної Праці, винахідників і раціоналізаторів.

## Бібліотека
Архів має власну науково-довідкову бібліотеку, яка включає 40 390 книг і брошур від 1799 року, 314 комплектів журналів, 7 544 номери журналів, 3 359 річних підшивок газет.
У бібліотеці зберігається література з історії краю, монографії дослідників минулого та сучасних істориків, адресарії та шематизми. Є енциклопедичні видання: Паласа, Ревая, Брокгауза та Єфрона. Серед періодичних видань — газети та журнали різних партій, спілок, товариств, окремих видавців, каталоги.